# جوجا-دونگ
جوجا-دونگ (به لاتین: Juja-dong) یک منطقهٔ مسکونی در کره جنوبی است که در Jung District واقع شده‌است.